# Onnens
Onnens is een gemeente en plaats in het Zwitserse kanton Vaud en maakt deel uit van het district Grandson.
Onnens telt 434 inwoners.